# Barbara Nielsen
Pour les articles homonymes, voir Barbara et Nielsen.
Barbara Nielsen est une actrice néerlandaise née le 20 septembre 1949. Elle a notamment joué dans La Fiancée qui venait du froid en 1983.

## Filmographie
- 1977 : La Chasse à l'homme (Hajka)
- 1983 : La Fiancée qui venait du froid : Zosia
- 1984 : L'Année des méduses : Barbara
- 1985 : Tranches de vie : Marianna
- 1990 : Schweitzer : Rachel